# Chapelle des Oblats
La chapelle des Oblats (dite aussi église de la Mission) est une chapelle d'architecture classique située dans le centre-ville d'Aix-en-Provence. Elle se trouve place Forbin, en haut du cours Mirabeau,.

## Histoire

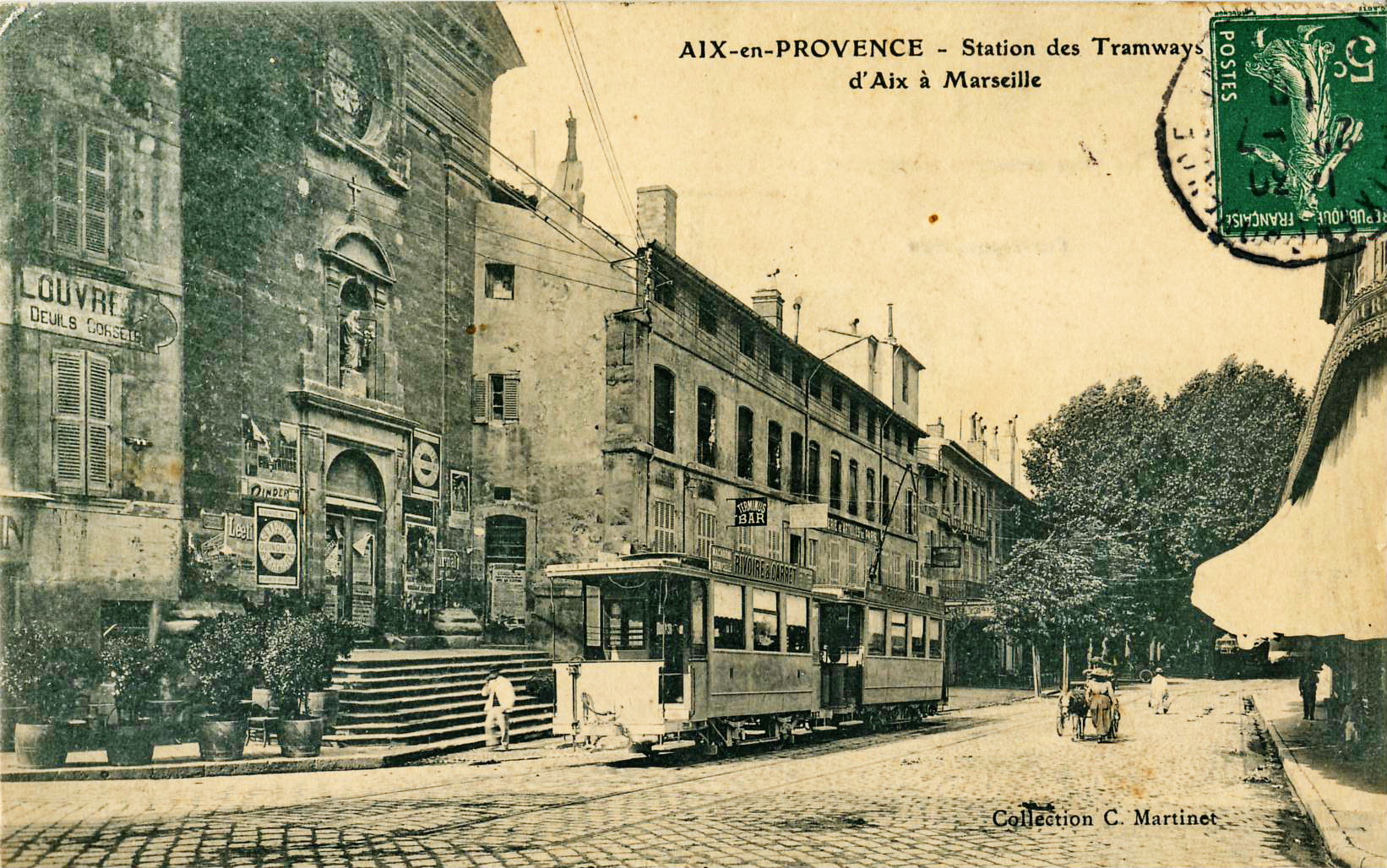
La chapelle et la place Forbin vers 1910.

Une première chapelle est construite en 1625 pour desservir le couvent des carmélites d'Aix-en-Provence,. La chapelle actuelle est bâtie selon les plans de Thomas Veyrier (1658-1736)  de 1695 à 1701. La façade est réalisée par Laurent Vallon (1652-1724) en 1697.
Les carmélites sont expulsées de leur couvent à la Révolution française et la chapelle est transformée en temple de la Raison. En 1816, saint Eugène de Mazenod (1782-1861), fondateur des oblats de Marie-Immaculée, acquiert l'ancien couvent et sa chapelle pour en faire une maison de formation pour les jeunes prêtres destinés à réévangéliser les populations paysannes de Provence, déchristianisées depuis la tourmente révolutionnaire. C'est donc la première fondation de la congrégation. On remarque une statue de saint Eugène de Mazenod à l'intérieur de la chapelle.
La chapelle est classée au titre des monuments historiques en 1911,.

## Aujourd'hui
La maison appartient toujours à la congrégation des oblats de Marie-Immaculée et elle est depuis octobre 2012 directement sous la juridiction du supérieur général de la congrégation. Elle sert de foyer international (le « Centre international Eugène-de-Mazenod », ou CIEM), accueillant des étudiants, et de maison de sessions pour les oblats du monde entier et a été rénovée en 2014. Elle est desservie par quatre prêtres oblats et un frère oblat, chacun d'une nationalité différente. La messe est dite à la chapelle tous les jours de semaine à sept heures du matin et les dimanches et fêtes à neuf heures et à onze heures du matin. Le sacrement de réconciliation y est donné les mardis, jeudis et samedis de 10 heures à 12 heures et de 16 heures à 18 heures. La messe est célébrée en français et en anglais, spécialement pour les touristes, les dimanches de juillet et août à 11 heures. Des expositions d'art et des concerts ont également régulièrement lieu à la chapelle.

## Architecture
La chapelle des Oblats possède dans le style de Pierre Puget une coupole elliptique couvrant la nef en croix latine, sans collatéraux, ce qui accentue l’effet de hauteur. Largement éclairée par un lanterneau et quatre œils-de-bœuf, elle repose sur des pilastres composites à décor original. Deux bas-reliefs de Thomas Veyrier décorant initialement le maître-autel, sont maintenant en dépôt au musée des Tapisseries.

## Illustrations
| Inside the Chapel of the Oblates |
| Intérieur                        |

| Ceiling inside the Chapel of the Oblates |
| Coupole à l'intérieur                    |

| Statue of Eugène de Mazenod inside the Chapel of the Oblates |
| Statue d'Eugène de Mazenod                                   |

|                   |
| Chaire en marbre. |

|                                                 |
| Statue monumentale de Saint-Jean-L'Evangéliste. |